# Мъскоги (окръг, Оклахома)
Окръг Мъскоги (на английски: Muskogee County) е окръг в щата Оклахома, Съединени американски щати. Площта му е 2173 km², а населението – 69 451 души (2000). Административен център е град Мъскоги.